# Bartow Arena

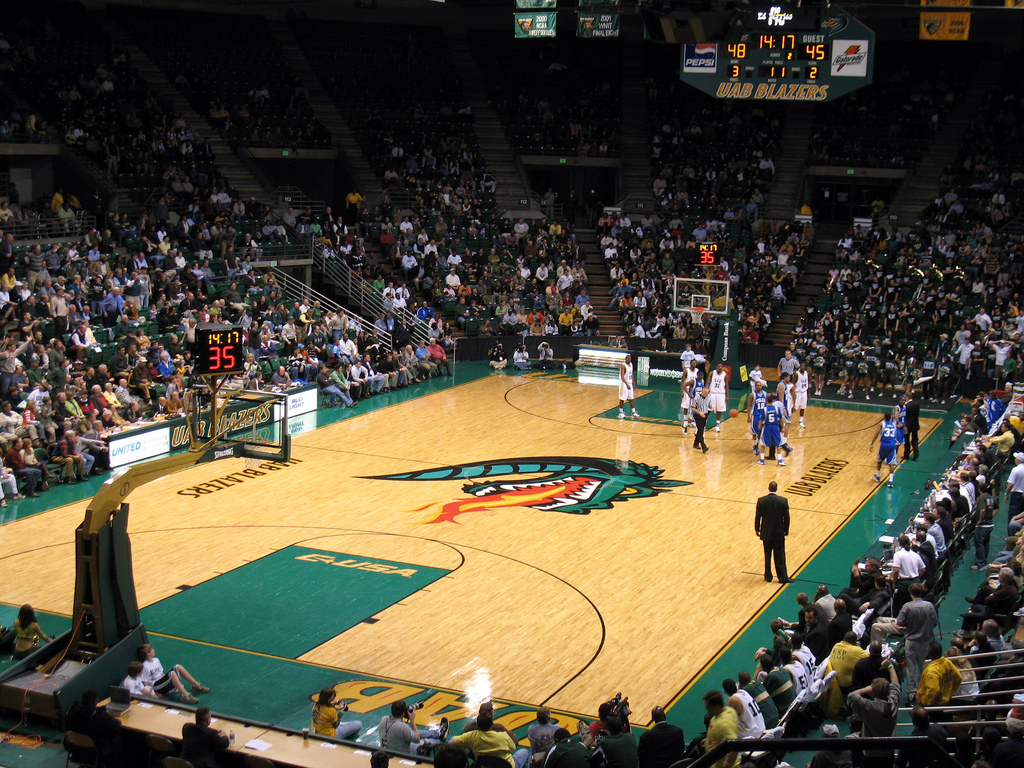
Basketballspiel der UAB Blazers gegen Tulsa Golden Hurricane (März 2008)

Die Bartow Arena ist eine Mehrzweckhalle in der US-amerikanischen Stadt Birmingham im Bundesstaat Alabama. Sie befindet sich auf dem Campus der University of Alabama at Birmingham und ist dessen Eigentum. Sie ist die Spielstätte der NCAA-College-Basketballmannschaften der Männer und Frauen sowie der Frauen-College-Volleyballmannschaft der UAB Blazers (Conference USA). Sie bietet 8.058 Plätze.

## Geschichte
Die Mannschaften der UAB Blazers waren, mangels eigener Halle, zunächst in der Legacy Arena at Birmingham Jefferson Convention Complex beheimatet. 1986 begann der Bau einer eigenen Sporthalle. Am 3. Dezember 1988 wurde die damalige UAB Arena eingeweiht. Am 25. Januar 1997 wurde die Halle nach dem Basketballtrainer Gene Bartow (* 1930; † 2012) benannr. Er trug den Spitznamen „Father of UAB Athletics“. Bartow war von 1975 bis 1977 Headcoach der UCLA Bruins und baute danach die Basketballabteilung der Männer an der UAB auf. Zugleich war er auch der Trainer der Mannschaft und Sportdirektor der Universität. Der Besucherrekord der Arena wurde am 16. Februar 2008 mit 9.392 Zuschauern bei einem Spiel der Basketball-Männer gegen Memphis verzeichnet. Die Halle wird des Weiteren für Zeremonien der Universität wie Graduierungsfeiern genutzt. Ferner finden Konzerte, Vorträge und Auftritte von Prominenten wie US-Präsident Barack Obama, Basketballer Michael Jordan oder der Leichtathletin Jackie Joyner-Kersee.statt.
Am 13. Juni 2015 trafen die beiden Schwergewichtsboxer Deontay Wilder und Eric Molina in der Halle aufeinander. Im Weltmeisterschaftskampf des World Boxing Council (WBC) siegte Wilder durch einen K. o. in der 9. Runde.
Die World Games 2022 wurden an die Stadt Birmingham vergeben. Die Bartow Arena soll einer der Austragungsorte sein.